# Quercus minima
Quercus minima är en bokväxtart som först beskrevs av Charles Sprague Sargent, och fick sitt nu gällande namn av John Kunkel Small. Quercus minima ingår i släktet ekar, och familjen bokväxter. Inga underarter finns listade.

## Bildgalleri

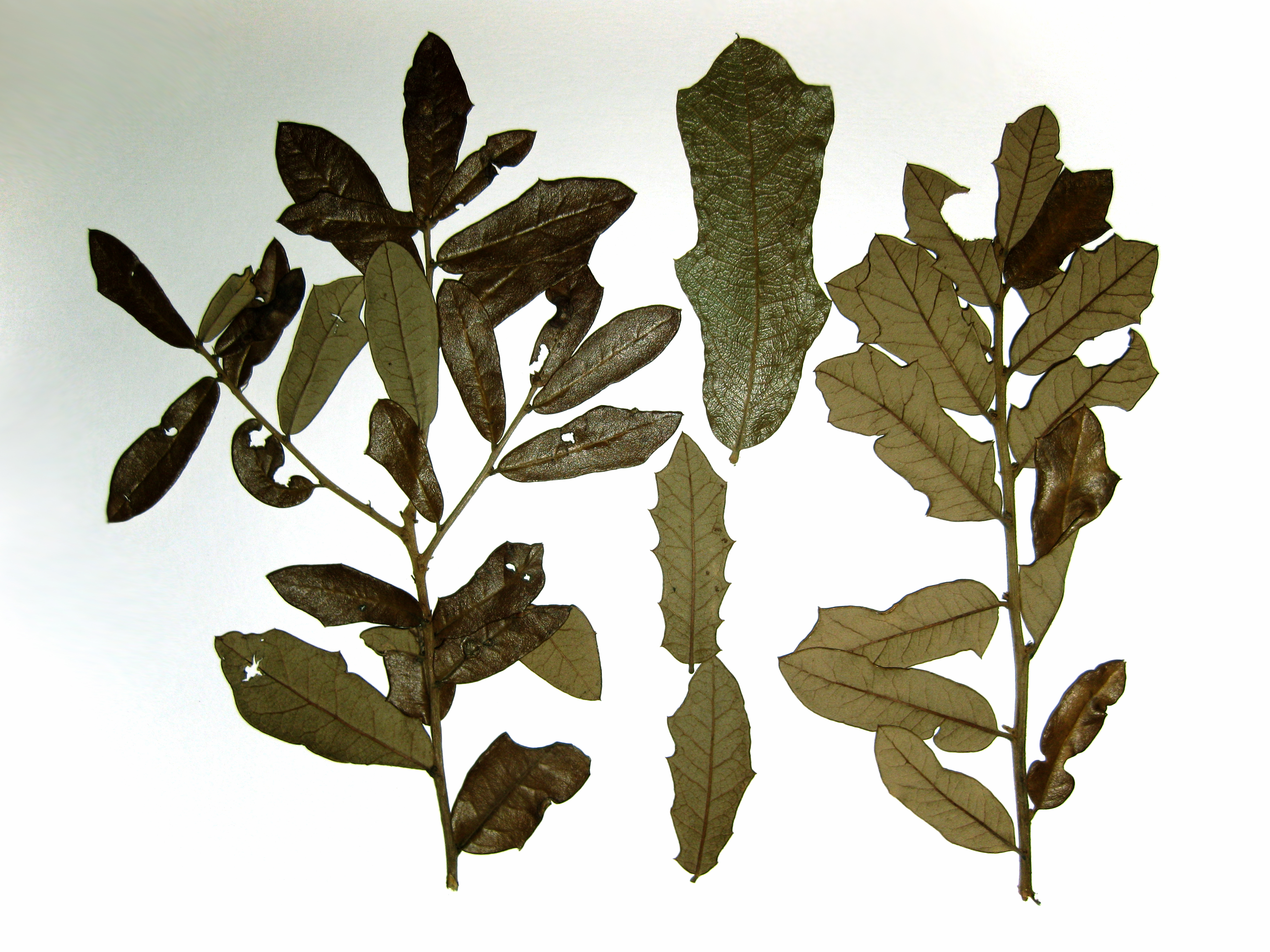